# Medal Pamiątkowy za Wojnę 1918–1921
Medal Pamiątkowy Za Wojnę 1918–1921 – polskie wojskowo-cywilne odznaczenie ministerialne.

## Geneza
Medal Pamiątkowy Za Wojnę 1918–1921 został ustanowiony i wprowadzony rozporządzeniem Rady Ministrów z dnia 21 września 1928 dla żołnierzy i cywilów, celem wyróżnienia uczestników walk o niepodległość i zabezpieczenia granic Rzeczypospolitej, którzy od 1 listopada 1918 do 18 marca 1921 byli czynnymi żołnierzami, zostali ranni lub polegli. Cywilom – również cudzoziemcom, którzy współdziałali z wojskiem.

## Przyznawanie medalu
Medal nadawał Minister Spraw Wojskowych.
W szczególności:
- pośmiertnie – żołnierzom poległym w walkach
- pośmiertnie – żołnierzom zmarłym w wyniku chorób nabytych w trakcie służby
- rannym w walkach bez względu na czas trwania ich służby w wojsku
- żołnierzom pełniącym przez okres co najmniej 3 miesięcy służbę w polu w formacjach liniowych (jeżeli byli ochotnikami, okres ten wynosił co najmniej 2 miesiące)
- żołnierzom pełniącym służbę czynną co najmniej przez 5 miesięcy

## Opis medalu
Medal Pamiątkowy Za Wojnę 1918–1921 ma kształt okrągły. Jego średnica wynosi 35 mm Wykonany jest z mosiądzu. Na awersie medalu umieszczono godło państwowe (według wzoru z 1927) – orzeł w koronie, na piersi którego widnieje – zawieszony na szyi – Krzyż Orderu Wojennego Virtuti Militari. Po obu stronach godła, tuż nad szponami, znajdują się rozpisane na okręgu daty: 1918 i 1921. Na rewersie medalu umieszczony został wieniec z liści dębowych, wewnątrz którego widnieje rozpisany w kolumnie napis: POLSKA SWEMU OBROŃCY.
Medal zawieszony jest na wstążce z mory o szerokości 37 mm, której barwy nawiązują do wstążek dwóch polskich odznaczeń wojskowych: Krzyża Orderu Virtuti Militari oraz Krzyża Walecznych. Tak więc pośrodku wstążki jest niebieski pas szerokości 12 mm – po bokach którego widnieją wąskie – 2 mm czarne paski, za nimi zaś paski białe ok. 2 mm, następnie paski amarantowe o szerokości 4,5 mm, w następnej kolejności znowu paski białe – 2 mm, a po nich – po zewnętrznej stronie wstęgi – wąskie ok. 1 mm paski koloru niebieskiego.

## Informacje dodatkowe
Współcześnie odznaczenie to nie jest włączone do systemu odznaczeń państwowych. W jego miejsce 10 sierpnia 1990 wprowadzono Krzyż za udział w Wojnie 1918–1921, którym odznaczano żyjących uczestników tamtych walk.